# 利家とまつ〜加賀百万石物語〜
『利家とまつ〜加賀百万石物語〜』（としいえとまつ かがひゃくまんごくものがたり）は、NHKで2002年1月6日から12月15日にかけて放送された41作目のNHK大河ドラマ。

## 作品内容と反響
織田信長・豊臣秀吉に仕えて加賀藩主前田家の祖となった前田利家と、その妻・まつを中心に戦国群像を描いたドラマ。主演の唐沢寿明は1989年放送の『春日局』以来の出演、まつ役の松嶋菜々子は大河ドラマ初出演であった。原作・脚本の竹山洋は『秀吉』以来の脚本担当であった。
「戦国最強のホームドラマ」と銘打たれ、利家とまつ、秀吉とおね、佐々成政とはる、という3組の夫婦の交流と競争を軸にドラマが組み立てられる。大河ドラマで初の女性による制作統括を任された浅野加寿子が「二人から始まる加賀百万石ストーリー」をキャッチフレーズに、戦国の女は男性の陰に隠れがちだが実際はもっと強かったに違いないとの仮説で、まつをクローズアップし夫婦の物語にしたと語っている。夫婦の名前をタイトルにするのは、これが初めてであった。
民放のトレンディドラマで活躍するような若手俳優を多く起用し、特に入籍直後の反町隆史と松嶋の共演が話題を集めたこと、そして唐沢、松嶋の2大スターのダブル主演ということもあり高視聴率を記録した。脚本は、織田家中を若々しく強烈な意志で戦国を生きる傾いた人物たちとして描いていき、最後に残った利家が生き証人として、その生き方を示す形で締め、配役の新鮮さを活かしつつ重厚な印象となった。一方、まつを演じる松嶋を婚姻前という早い段階から登場させたり、歴史の名場面にまつが登場するようなやや強引な展開もあった。
「わたくしにお任せくださいませ」というまつの台詞は、まつが物事を解決する際に使用する決め台詞であり、流行語にもなっている。織田信長を演じた反町については、唐沢は「歴代最高の信長」、竹山は「優しさが加わった今までにない信長像が出来ました」と称賛している。
桶狭間の戦いの描写は、今川義元のイメージこそお約束のものであったが、合戦シーンについては新説に基づいて、桶狭間山を駆け上がる設定になっている。ただし、番組中でナレーションで行われた兵力比較が「今川軍7万人」と「織田軍2千人」という大きく誇張された数字になっていた。
前田家の地元の石川県は、1998年に「NHK大河ドラマ『加賀藩前田家』誘致推進委員会」を金沢市と発足し、誘致運動を推進してきた。放映中の2002年には、「加賀百万石博」を開催した。オープニングテーマには金沢市に本拠を置くオーケストラ・アンサンブル金沢が起用された。
平均視聴率は22.1%、最高視聴率は27.6%（視聴率は関東地区・ビデオリサーチ社調べ）。石川県では平均視聴率は40.5%だった（ビデオリサーチ社の独自調査による）。
2006年度の大河ドラマ『功名が辻』では、唐沢寿明が同じ前田利家役で1回分のみ再登場している。
現在完全版のDVDが発売されており、NHKオンデマンドで本編放送回の視聴ができる。

## あらすじ
織田家家中で「槍の又左衛門」と言われた槍の名手で、尾張荒子の領主前田利昌の四男・前田又左衛門利家（幼名・犬千代）は父の反対を押しきって信長に仕官し、稲生の戦いで手柄を挙げ、早々に信長の親衛隊である赤母衣衆の筆頭になる。しかしその直後、信長の同朋の拾阿弥を斬り、信長から勘当される。2年間の放浪の末、美濃の猛将・足立六兵衛を討ち取り帰参が叶うが、出世競争では秀吉や明智光秀などに遅れをとる。賤ヶ岳の戦いでは柴田勝家に味方した利家だが、秀吉の信頼が厚く、以後秀吉の臣下となり豊臣政権随一の重臣として活躍する。そして秀吉の死後、天下人を目前にした矢先に病で亡くなってしまう。そして時代は徳川へと移っていくのだった。

## キャスト

### 前田家

#### 主人公夫妻
前田利家（まえだ としいえ）
演：唐沢寿明
主人公。百万石の天下を狙う。若いころは武断な傾奇者で、「犬」や「又左」と呼ばれる。信長の気に入りである拾阿弥を独断で処断したため、出仕を停止された。それでも織田信長を生涯の主と仰ぎ、帰参が許されて後、北陸などで転戦する。
次いで長年の親友でもあった豊臣秀吉にも仕え、「断金の交わり」と評されるほどの信頼関係を築くが、朝鮮出兵には断固反対する。秀吉の死後、徳川家康の簒奪を防げず病死する。
まつ
演：松嶋菜々子（幼少：山口美香）
もう一人の主人公。従兄でもある利家に嫁ぎ、温かく見守る賢婦。

#### 主人公の子女たち
幸（こう）
演：椋木美羽（8歳：矢端吏結、9-12歳：青木千奈美、15-17歳：小島莉子）
利家・まつの長女。前田長種の妻。信長の上意に逆らい、母と組んで意中の長種と恋愛結婚を果たした。
前田利長（まえだ としなが）
（孫四郎 → 前田利勝 →前田利長）
演：伊藤英明（6-9歳：山田一樹、12-14歳：小野賢章、17-19歳：郭智博）
利家・まつの長男で嫡男。
少年時代は気が弱いところもあり、利家を悩ませる。
永姫（えいひめ）
演：水橋貴己
利長の正室。織田信長の娘。
蕭（しょう）
演：上原さくら（5-8歳：佐野日名子、11-13歳：吉谷彩子、17歳：藤後夏子）
利家・まつの次女。中川光重の妻。
麻阿（まあ）
演：佐藤藍子（7-17歳：李里子、18-22歳：柳沢なな）
利家・まつの三女。秀吉の側室。佐脇良之が比叡山にて拾った捨て子。秀吉の人質に差し出すが、秀吉に気に入られ側室に格上げとなる。
豪（ごう）
演：須藤理彩（5歳：梅澤美優、8歳：大田ななみ、10歳：斉藤千晃）
利家・まつの四女。秀吉・おねの養女。宇喜多秀家の正室。
与免（よめ）
演：秋定里穂（4-5歳：平野萌香、6-10歳：中井さくら、）
利家・まつの五女。
前田利政（まえだ としまさ）
（又若丸 → 前田利政）
演：成宮寛貴（5-7歳：石坂良磨、9-13歳：野村太一郎）
利家・まつの次男。利家死後、関ヶ原で西軍についたため所領を失う。
藉（せき）
演：川野礼絵
利政の正室。蒲生氏郷の娘。
千世（ちよ）
演：河辺千恵子（幼少：井上愛理）
利家・まつの六女。
前田猿千代（まえだ さるちよ）
（猿千代 → 前田猿千代）
演：阿部修也（幼少：田中麻佐志）
利家の三男だが、母は千代保で唯一まつ以外の母から生まれた子。生まれた時の経緯もあって、利家とは1回しか会っていない。
利家の死後、兄である利長のもとを訪れ、聡明さで感心させる。

#### 荒子前田家
前田利昌（まえだ としまさ）
演：菅原文太
利家の父。
たつ
演：加賀まりこ
利家の母。まつには利久に嫁ぐよう命じるが頓挫する。第15回で病死する。
前田利久（まえだ としひさ）
演：三浦友和
利家の長兄。前田家の当主となるが、武将としては凡庸なため、信長の命で当主の座を降ろされる。後年、上杉景勝を饗応し絶賛された。
つね
演：名取裕子
利久の妻。当初は当主の座を奪った利家たちと折り合いが良くなかったが、のちに和解する。忍者の出自で以後は利家を諜報面で支える。
前田慶次郎（まえだ けいじろう）
演：及川光博（幼少：村上雄太）
つねの連れ子。利家に似た傾奇者だが、利長と反りが合わず上杉家に出奔する。
前田利玄（まえだ としはる）
演：布川敏和
利家の次兄。稲生の戦いで戦死する。
前田安勝（まえだ やすかつ）
演：山西惇
利家の三兄。大の酒好きで最期の場所も酒蔵だった。
佐脇良之（さわき よしゆき）
演：竹野内豊
利家の弟。文武両道でかつ真面目な性格で兄を支え続けるが、秀吉との出世競争に競り負け、一時失意に落ちる。一念発起して比叡山焼き討ちに従軍、次いで家康の救援に立ち、三方ヶ原の戦いで戦死する。
ゆう
演：羽田美智子
良之の妻。
前田秀継（まえだ ひでつぐ）
演：菅原加織（幼少：内山昂輝）
利家の末弟。

#### 前田家家臣団
奥村家福（おくむら いえとみ）
演：中条きよし
前田家家臣。佐々成政と争ったときは末森城を守り切る。
安
演：松原智恵子
家福の妻。夫とともに末森城を守り切り、戦後褒美として利家の褌を所望した。
村井長頼（むらい ながより）
（村井長八郎 → 村井又兵衛 → 村井長頼）
演：的場浩司
前田家臣で利家第一の側近。多くの戦いに同行する。
志づ（しづ）
演：江口由起
長頼の妻。
木村三蔵（きむら さんぞう）
演：長沢政義
前田家家臣。
小塚藤右衛門（こつか とうえもん）
演：二反田雅澄
前田家家臣。
前田長種（まえだ ながたね）
演：辰巳琢郎
前田家家臣。長女・幸の夫。
高山右近（たかやま うこん）
演：沢村一樹
キリシタン大名。改易後、前田家に保護される。
中川光重（なかがわ みつしげ）
演：関口知宏
前田家家臣。次女・蕭の夫。
不破直光（ふわ なおみつ）
演：小林健
不破光治の子。父の死後、前田家に仕える。
四井主馬（よつい しゅめ）
演：来須修二
前田家家臣。
氷見助右衛門（ひみ すけえもん）
演：村上ショージ
能登の国人。

#### 前田家の女性たち
うめ
演：赤木春恵
まつの乳母。「この家は、まつが大将じゃ」といってまつを励ます。
岩（いわ）
演：森下涼子
利家の側室。
千代保（ちよぼ）
演：田畑智子
利家の側室。当初はまつの侍女で朝鮮出兵で利家に同行し、利家の手がついたため猿千代を産む。

#### まつの親類
篠原主計（しのはら かずえ）
演：下元史朗
まつの父。初回で戦乱に倒れる。
たけの
演：大森暁美
まつの母。夫を失うと娘を前田家に託し、再婚する。

### 織田家

#### 織田家一門
織田信長（おだ のぶなが）
演：反町隆史
利家の主君で戦国の覇者。「人間五十年」「で、あるか」が口癖。拾阿弥を斬殺した利家に出仕停止を言い渡すが、それから2年後に利家の帰参を許す。利家が帰参後、人を信じたいと思いながらも信じられないという本心を利家に打ち明けた上で、利家に感謝と信頼の言葉を伝えている。しかし、1582年に家臣だった明智光秀の謀反により起きた「本能寺の変」で倒れ、最期は利家に対する別れの言葉を叫びながら炎の中へと消えて行った。
濃姫（のうひめ）
演：石堂夏央
信長の正室。
吉乃（きつの）
演：森口瑤子
信長の側室。信忠・信雄・徳姫の母。本作では濃姫より出番が多い。
織田信忠（おだ のぶただ）
演：日野誠二
信長の嫡男。母は吉乃。
三法師（さんぼうし）
演：大隅祐輝
信忠の嫡男。
市（いち）
演：田中美里
信長の妹。浅井長政の妻、のち柴田勝家の妻。秀吉を嫌悪する。
初（はつ）
演：阿井莉沙
浅井長政と市の次女。
江（ごう）
演：垣内彩未
浅井長政と市の三女。
織田信行
演：大森貴人
信長の同母弟。
土田御前（どたごぜん）
（土田御前 → 浄春 → 浄春尼）
演：高林由紀子
信長の母。信長を嫌悪し信行の方を可愛がっていた。

#### 柴田家
柴田勝家（しばた かついえ）
演：松平健
織田家家臣。後に利家直属の上司となり、利家とまつからは「親父様」と呼ばれ慕われる。
利家は勝家、秀吉どちらとも親しかったため、信長死後は双方の対立に苦悩することになる。
えい
演：衣通真由美
柴田勝家の妻。病弱で若くして亡くなる。
佐久間盛政（さくま もりまさ）
演：鈴木祐二
織田家家臣。勝家の甥。賤ヶ岳の戦いで捕縛され切腹を命じられたが、自ら斬首を望んだ。
毛受勝介（めんじょう しょうすけ）18
演：永島浩二
柴田家家臣。
種村三郎四郎（たねむら さぶろうしろう）
演：高杉航大
柴田家家臣。

#### 佐々家
佐々成政（さっさ なりまさ）
演：山口祐一郎
織田家臣。利家同様、信長に仕えて出世する。利家とは親しいが秀吉を嫌悪している。抵抗の末、秀吉に降伏するが、肥後での失政が原因で失脚、切腹を命じられる。切腹に際して「お館様のところへ行くのが楽しみだ」と言い、利家を感服させる。
はる
演：天海祐希
成政の正室。村井貞勝の娘。まつ、おねとは生涯にわたって親友付きあいを続ける。
松千代丸（まつちよまる）
演：渋谷謙人（6歳：野村虎之介、9歳：立原勇武）
成政・はるの子。伊勢長島一揆で狙撃され戦死する。
なつ
演：吉田桃花（幼少：若山詩音）
成政・はるの娘。秀吉の人質に差し出されるが、成政反抗の報復として磔にされる。
てる
演：川口真理恵（幼少：林エリカ）
成政・はるの娘。佐々清蔵の妻。
ふく
演：池内淳子
成政の母。成政とはるの婚姻に難色を示していた。
佐々政次（さっさ まさつぐ）
演：鳥木元博
成政の兄。桶狭間の戦いで戦死。
佐々清蔵（さっさ せいぞう）
演：石川貴博
成政の甥。本能寺の変で戦死。
井口太郎左衛門 - 丹波哲郎
佐々家の老臣。前田家との開戦の使者になる。成政死後も生き長らえ、「一寸先は光でござる」という言葉を残す。
佐々平左衛門（さっさ へいざえもん）
演：堀正彦
佐々家家臣。
桜木甚助（さくらぎ じんすけ）
演：迫英雄
佐々家家臣。

#### 織田家重臣
丹羽長秀（にわ ながひで）
演：梅沢富美男
織田家の家臣。信長の死後は秀吉と結ぶ。
林通勝（はやし みちかつ）
演：山本晋也
織田家の重臣。後年、織田家を追放され、信長の死後は秀吉に仕える。
村井貞勝（むらい さだかつ）
演：苅谷俊介
織田家の重臣。佐々成政の舅。本能寺の変で戦死。
池田恒興（いけだ つねおき）
演：渡辺裕之
織田家家臣。信長の死後は秀吉と結び、小牧・長久手の戦いで戦死。
佐久間信盛（さくま のぶもり）
演：田中健
織田家の重臣。後年、織田家を追放される。
滝川一益（たきがわ かずます）
演：松井範雄
織田家の重臣。信長が死んだ時には関東にいたため、清須会議に参加できなかった。
森可成（もり よしなり）
演：本田清澄
織田家家臣。
明智光秀（あけち みつひで）
演：萩原健一
美濃平定後に家臣に列する。後に信長への恨みを溜め、本能寺の変を起こす。
筒井順慶（つつい じゅんけい）
演：井上真鳳
大和国筒井城城主。
荒木村重（あらき むらしげ）
演：佐和タカシ
摂津国伊丹城城主。
不破光治（ふわ みつはる）
演：五木ひろし
織田家家臣。利家・成政とともに府中三人衆の一人。
不破兼光（ふわ かねみつ）
演：伊山伸洋
不破光治の子。

#### 織田家家臣
毛利新介（もうり しんすけ）
演：川崎一馬
織田家家臣。桶狭間の戦いで今川義元の首級を挙げる。本能寺の変で戦死。
服部小平太（はっとり こへいた）
演：清水秀則
織田家家臣。桶狭間の戦いで活躍。
拾阿弥（じゅうあみ）
演：出光秀一郎
茶坊主。信長の寵愛を笠に好き放題に振る舞う。度重なる侮辱が原因で利家に斬られてしまう。この一件で信長の怒りを買った利家は出仕を解かれ、一時困窮した生活を送ることになる。
金森長近（かなもり ながちか）
演：塩山義高
織田家家臣。
河尻秀隆（かわじり ひでたか）
演：小川敏明
織田家家臣。
原長頼（はら ながより）
演：小林久和
織田家家臣。
あら鹿（あらじか）
演：高山善廣
力士。信長の前で力自慢の者を次々に倒し、信長に褒められる。
森蘭丸（もり らんまる）
演：ウエンツ瑛士
信長の小姓。本能寺の変で戦死。

### 豊臣家

#### 豊臣家一門
豊臣秀吉（とよとみ ひでよし）
（日吉 → 木下藤吉郎 → 木下秀吉 → 羽柴秀吉 → 豊臣秀吉）
演：香川照之
利家とほぼ同じ時期に信長に仕え始める第一の親友だが、観音寺の戦いで利家が先に敵に突っ込んだことに激怒し、言い合いになっている。利家と異なって功名を重ねて立身出世を果たし、信長の死後に天下を統一する。
賤ヶ岳の戦いに勝利して事実上の天下人となっても、利家に対しては「五分五分の付き合い」を望み、実際に利家は、公の場では臣下の礼を取りながらも、個人的な付き合いの場では対等な物言いをしていたが、当初はそれに対して不満があるような様子を見せた事もある。
しかし地位が高まるにつれ徐々に態度が大きくなり、晩年は利休や秀次を死なせるなど残虐な行動が目立つようになる。一方でまつと二人きりになった際に天下人になった故の孤独を漏らした事もあり、まつの「世間の全てが殿下（秀吉）の敵になっても、私と利家は常に殿下の味方です」の言葉に涙ぐむ事もあった。
おね
演：酒井法子
秀吉の正室。まつ・はると親しい。
なか
演：草笛光子
秀吉の母。秀吉が出世する前は、野菜売りをしながら生活をしていた。
朝鮮出兵に対しては断固反対している。
豊臣秀次（とよとみ ひでつぐ）
（三好秀次 → 豊臣秀次）
演：池内万作
秀吉の甥。小牧・長久手の戦いで失態を演じ、秀吉の不興を買う。一時は秀吉の後継者になるが、素行不良のために自害させられた。
淀殿（よどどの）
（茶々 → 淀殿）
演：瀬戸朝香（幼少：神崎詩織）
長政と市の長女。秀吉の側室。おねからはあまり快く思われていない。
豊臣秀頼（とよとみ ひでより）
（拾 → 豊臣秀頼）
演：猪腰真之介
秀吉と淀の子。
おふく
演：山﨑千惠子
秀吉の側室。
松の丸殿（まつのまるどの）
演：三浦理恵子
秀吉の側室。京極高次の姉。淀殿の従姉妹。醍醐の花見の際、北政所の次に杯を飲む順番で淀と喧嘩を始め、まつの仲裁を受ける。
三の丸殿 - 石浜加奈恵
秀吉の側室。織田氏。

#### 浅野家
たえ
演：八千草薫
おねの母。秀吉を嫌悪し、娘の結婚に最後まで反対する。
浅野長政（あさの ながまさ）
（浅野長吉 → 浅野長政）
演：加藤雅也
秀吉の義弟。利家とも古くからの知り合いであり、取次役になる。後に五奉行の一人。
やや
演：林真里花
浅野長政の正室。おねの妹。

#### 豊臣家家臣
蜂須賀小六（はちすか ころく）
演：岩ゲント
秀吉の配下。
蒲生氏郷（がもう うじさと）
（蒲生鶴千代 → 蒲生氏郷）
演：宇崎慧（幼少：高柳勇太）
近江国の武士で、人質として信長の小姓となる。信長の死後は豊臣家の武将として頭角を現す。
石田三成（いしだ みつなり）
（石田佐吉 → 石田三成）
演：原田龍二
豊臣家家臣。秀吉の秘書として権勢を振るい、利家の忠告をも無視するようになる。後に五奉行の一人。
細川忠興（ほそかわ ただおき）
演：黄川田将也
明智光秀の女婿。信長の死後は秀吉の武将。
ガラシャ
（玉 → ガラシャ）
演：中西夏奈子
細川忠興の妻。明智光秀の娘。
片桐且元（かたぎり かつもと）
演：吉見一豊
秀吉の家臣。賤ヶ岳の七本槍の一人。
福島正則（ふくしま まさのり）
演：伊藤裕正
秀吉の家臣。賤ヶ岳の七本槍の一人。
加藤清正（かとう きよまさ）
演：松田敏幸
秀吉の家臣。賤ヶ岳の七本槍の一人。
加藤嘉明（かとう よしあき）
演：浪花勇二
秀吉の家臣。賤ヶ岳の七本槍の一人。
前野勝右衛門（まえの しょうえもん）
演：正希光
秀吉の家臣。
宇喜多秀家（うきた ひでいえ）
演：芦田昌太郎
五大老の一人。おふくの子。
孝蔵主（こうぞうす）
演：涼風真世
おね近侍の尼僧
木村一（きむら はじめ）
演：横田エイジ
豊臣家家臣。
前田玄以（まえだ げんい）
演：きくちとめお
五奉行の一人。
増田長盛（ました ながもり）
演：北見誠
五奉行の一人。
長束正家（なつか まさいえ）
演：藤岡大樹
五奉行の一人。
施薬院（やくいん）
演：中村裕
秀吉の侍医。

### 諸大名

#### 徳川家
徳川家康（とくがわ いえやす）
（松平元康 → 松平家康 → 徳川家康）
演：髙嶋政宏
信長・秀吉と同盟を結び、その死後天下取りを狙う。いざ戦になると秀吉すら手に負えない強さを見せ、小牧・長久手の戦いでも常に秀吉軍に対して優位に戦いを進め、秀吉は利家に対して、「（もはやこの国で思い通りにならない事などないと思っていたが）家康だけは思い通りにならん！」と吐き捨て、「御館様（信長）が、家康と戦になる事だけは徹底的に避け続けた理由が実際に戦ってよく分かった」と舌を巻いた。
築山殿（つきやまどの）
演：つちだりか
家康の正室。
徳川信康（とくがわ のぶやす）
演：関根豊和
家康の嫡男。
本多正信（ほんだ まさのぶ）
演：中根徹
松平家家臣。
本多忠勝（ほんだ ただかつ）
演：近童弐吉
徳川家家臣。
石川数正（いしかわ かずまさ）
演：能裕二
徳川家家臣。

#### 斎藤家
足立六兵衛（あだち ろくべえ）
演：大八木淳史
斎藤家家臣。「首取足立」の異名をとる有名な猛者だったが、利家に討ち取られる。
稲葉又右衛門（いなば またえもん）
演：新実
斎藤家家臣、成政に討ち取られて亡くなる。
大沢次郎左衛門（おおさわ じろうざえもん）
演：荒勢
東美濃鵜沼城主。

#### 足利家
足利義昭（あしかが よしあき）
演：モロ師岡
室町幕府第15代将軍。信長の後押しで将軍になるが、後に不和となり、将軍の座を追われる。
細川藤孝 - 千葉哲也
足利家家臣。義昭追放後は信長に従う。
和田惟政（わだ これまさ）
演：西村文男
足利家家臣。

#### 浅井家
浅井長政（あざい ながまさ）
演：葛山信吾
近江国小谷城城主。信長と同盟して市を妻に迎えるが、後に信長と敵対して敗れ、妻子を逃がして自害する。
遠藤直経（えんどう なおつね）
演：温水洋一
浅井家家臣。

#### 上杉家
上杉景勝（うえすぎ かげかつ）
演；里見浩太朗
越後国主。寡黙で笑顔を見せず、取次役の利家を悩ませるが、利久の接待を高く評価する。後に豊臣五大老の一人。
直江兼続（なおえ かねつぐ）
演：鈴木綜馬
上杉家家臣。

#### 伊達家
伊達政宗（だて まさむね）
演：遠藤雅
陸奥国岩出山城城主。蒲生氏郷と領地争いをして利家の仲裁を受ける。
守屋守柏斎（もりや しゅはくさい）
演：山田百貴
伊達家家臣。

#### 諸大名
今川義元（いまがわ よしもと）
演：佐々木睦
駿河国守護。上洛の途上に桶狭間の戦いで信長に敗れて亡くなる。
穴山梅雪（あなやま ばいせつ）
演：重水直人
甲斐武田家の重臣。織田・徳川軍に臣従する。
真田昌幸（さなだ まさゆき）
演：影山英俊
信濃国上田城城主。秀吉の小田原征伐に従軍する。
大道寺政繁（だいどうじ まさしげ）
演：島英司
小田原北条家の家臣。上野松井田城将。
毛利輝元（もうり てるもと）
演：大森啓祠朗
中国地方の大大名。豊臣五大老の一人。

### 市井の人々

#### 堺
今井宗久（いまい そうきゅう）
演：林隆三
堺の豪商、茶人。信長からは重用されるが、秀吉からはあまり重用されず、利休に取って代わられる。
千利休（せん の りきゅう）
（千宗易 → 千利休）
演：古谷一行
堺の豪商、茶人。秀吉と利家の仲を「断金の交わり」と評す。秀吉の寵愛を受けるが、勘気に触れ切腹する。
津田宗及（つだ そうぎゅう）
演：浅沼晋平
堺の豪商、茶人。
山上宗二（やまのうえ そうじ）
演：櫻木健一
堺の豪商、茶人。後に畿内を出奔し、小田原北条氏に仕える。小田原征伐の際に秀吉を面罵したため、縊り殺される。

#### その他
権太（ごんた）
演：徳井優
尾張の呑み屋「くじら屋」の主人。
大透圭徐（だいとう けいじょ）
演：大島宇三郎
禅僧。利家の帰依を受ける。
金春新九郎（こんぱる しんくろう）
演：野村祐丞
能役者。
さい - 樺木資子
とめ - 増永裕子
みち - 神崎彩

## スタッフ
- 原作・脚本・題字：竹山洋
- 音楽：渡辺俊幸
- テーマ音楽タイトル：「メイン・テーマ 颯流」
- テーマ音楽演奏：NHK交響楽団、オーケストラ・アンサンブル金沢
- テーマ音楽指揮：岩城宏之
- 演奏：コンサール・レニエ
- ヴァイオリン演奏：樫本大進
- 時代考証：三鬼清一郎
- 風俗考証：二木謙一
- 建築考証：平井聖
- 衣装考証：小泉清子
- 殺陣・武術指導：林邦史朗
- 馬術指導：田中光法、日馬伸
- 所作指導：藤間蘭黄
- 木彫り指導：大和宗雲
- 茶道指導：鈴木宗卓、秋山宗和
- 芸能考証：野村万之丞
- 水引製作：津田剛八郎
- 資料提供：東四柳史朗、瀬戸薫
- 尾張ことば指導：芦沢孝子
- 大坂ことば指導：浜口悟
- 副音声解説：佐久田脩
- 撮影協力：石川県、石川県金沢市、岩手県江刺市、岩手県遠野市、山梨県、山梨県小淵沢町、愛知県名古屋市、茨城県伊奈町、茨城県水海道市、茨城県霞ヶ浦町
- 語り：阿部渉、中條誠子（加賀百万石紀行）
- 制作統括：浅野加寿子
- 制作：安原裕人、佐野元彦
- 美術：藤井俊樹、丸山純也、山内浩幹
- 技術：大沼雄次、佐藤博
- 音響効果：島津楽貴、畑奈穂子、西ノ宮金之助
- 記録：福田陽子
- 編集：徳島小夜子
- 撮影：森本祐二、清水照夫、菱木幸司
- 照明：中山鎮雄、根来伴承、佐野清隆、橋本勝
- 音声：鈴木恒次、松本恒雄、本間法義、冨沢裕、嶋岡智子
- 映像技術：中野朗、山本潤一、中寺貴史、木川豊、高橋佳宏
- 美術進行：小林大介
- 演出：佐藤峰世、田村文孝、鈴木圭、伊勢田雅也、本木一博、井上剛、土屋勝裕、梶原登城

## 受賞
- 第35回ザテレビジョンドラマアカデミー賞[6]
  - 主演女優賞（松嶋菜々子）

## 放送

### 放送日程
- 第1回と最終回は1時間拡大版。
- 第22回の放送は20:30～21:15。
- 6月30日は日韓サッカーワールドカップ決勝戦のため休止。
- 平均視聴率 22.1%（視聴率は関東地区・ビデオリサーチ社調べ）[4]。

| 放送回 | 放送日   | サブタイトル           | 演出       |
| ------ | -------- | ---------------------- | ---------- |
| 第01回 | 01月06日 | 婚約                   | 佐藤峰世   |
| 第02回 | 01月13日 | 笄斬り                 | 佐藤峰世   |
| 第03回 | 01月20日 | 出仕停止               | 佐藤峰世   |
| 第04回 | 01月27日 | 桶狭間の奇跡           | 佐藤峰世   |
| 第05回 | 02月03日 | まつの大ぼら           | 鈴木圭     |
| 第06回 | 02月10日 | 祝言                   | 鈴木圭     |
| 第07回 | 02月17日 | 出世合戦開始!          | 伊勢田雅也 |
| 第08回 | 02月27日 | 猿は天才だぁ!?         | 鈴木圭     |
| 第09回 | 03月03日 | 明智病                 | 佐藤峰世   |
| 第10回 | 03月10日 | 妻への小袖             | 佐藤峰世   |
| 第11回 | 03月17日 | 対決! 兄と弟           | 伊勢田雅也 |
| 第12回 | 03月24日 | 目指せ! 百万石         | 伊勢田雅也 |
| 第13回 | 03月31日 | まつの城               | 本木一博   |
| 第14回 | 04月07日 | 比叡山の赤ん坊         | 本木一博   |
| 第15回 | 04月14日 | 良之、三方ヶ原に死す   | 佐藤峰世   |
| 第16回 | 04月21日 | おねの子、豪姫         | 伊勢田雅也 |
| 第17回 | 04月28日 | 利家、大名出世         | 本木一博   |
| 第18回 | 05月05日 | 越前府中入城           | 佐藤峰世   |
| 第19回 | 05月12日 | 秘密同盟               | 佐藤峰世   |
| 第20回 | 05月19日 | 幸の婿どの             | 伊勢田雅也 |
| 第21回 | 05月26日 | 利勝の初陣             | 伊勢田雅也 |
| 第22回 | 06月02日 | 女将軍                 | 本木一博   |
| 第23回 | 06月09日 | 豪姫の母               | 本木一博   |
| 第24回 | 06月16日 | 赤い星                 | 井上剛     |
| 第25回 | 06月23日 | 光秀の悲劇             | 佐藤峰世   |
| 第26回 | 07月7日  | 本能寺の変             | 佐藤峰世   |
| 第27回 | 07月14日 | 夫婦の決心             | 田村文孝   |
| 第28回 | 07月21日 | 清洲犬猿合戦           | 田村文孝   |
| 第29回 | 07月28日 | 人質 麻阿姫            | 伊勢田雅也 |
| 第30回 | 08月04日 | 男泣き! 柴田勝家       | 本木一博   |
| 第31回 | 08月11日 | 賤ヶ岳の夫婦           | 本木一博   |
| 第32回 | 08月18日 | 炎上、勝家と市         | 佐藤峰世   |
| 第33回 | 08月25日 | 金沢入城               | 田村文孝   |
| 第34回 | 09月01日 | さよならの黒百合       | 伊勢田雅也 |
| 第35回 | 09月08日 | 末森城の決戦           | 本木一博   |
| 第36回 | 09月15日 | さらさら越え           | 梶原登城   |
| 第37回 | 09月22日 | 真実（まこと）の男とは | 佐藤峰世   |
| 第38回 | 09月29日 | 花衣                   | 田村文孝   |
| 第39回 | 10月06日 | 成政切腹               | 伊勢田雅也 |
| 第40回 | 10月13日 | 鬼の淀どの             | 本木一博   |
| 第41回 | 10月20日 | 小田原攻め             | 佐藤峰世   |
| 第42回 | 10月27日 | 利休切腹               | 伊勢田雅也 |
| 第43回 | 11月03日 | 大政所の遺言           | 井上剛     |
| 第44回 | 11月10日 | 猿千代誕生             | 田村文孝   |
| 第45回 | 11月17日 | 利家 出仕拒否          | 佐藤峰世   |
| 第46回 | 11月24日 | 父子の名乗り           | 本木一博   |
| 第47回 | 12月01日 | 秀吉死す               | 土屋勝裕   |
| 第48回 | 12月08日 | 家康暗殺               | 伊勢田雅也 |
| 最終回 | 12月15日 | 永遠（とわ）の愛       | 佐藤峰世   |

### 総集編
12月29日一括放送。
- 前編「出世合戦」（19:20–20:45）
- 後編「永遠の愛」（21:00–22:25）

## メディア
- 総集編： 全2巻 (VHS)、2枚組 (DVD)
- 完全版： DVD-BOX全2集、13枚、49回 (DVD)